# 인트로메딕
인트로메딕(IntroMedic Co. Ltd.)은 대한민국의 영상 진단 의료기기 기업이다. 본사는 서울특별시 구로구 디지털로31길 41 이앤씨벤처드림타워6차 1105호,1106호에 위치해 있으며 대표이사는 조용석이다.  

‘방역게이트’, ‘살균소독제’, ‘자율주행셩 살균 방역 로봇’의 판매 사업을 영위한다.

## 상장
2013년 12월 19일 공모가 6,000원에 상장하였다. 

## 종속회사
- (주)인쎌
- 아우란(주)
- (주)윈윈드파워
- (주)팜그리드
- (주)아들에날린
- (주)에스씨파트너
- IntroMedic America Inc.
- 싸이월드얼라이언스조합

## 참고 문헌
1. ↑  인트로메딕 "재감사 계약서 첨부한 상장폐지 이의신청서 접수", 머니투데이, 2023.04.14
2. ↑  인트로메딕·서울대 동물병원 MOU, 반려동물 캡슐내시경 활성화 추진, 데일리베트, 2023.12.21
3. ↑  거래소 “인트로메딕, 개선계획서 제출”, 이데일리, 2023-11-30